# Субпрефектура Пиньейрус

Муниципалитет Сан-Паулу на карте штата Сан-Паулу

Субпрефектура Пиньейрус (порт. Subprefeitura de Pinheiros) — одна из 31 субпрефектур города Сан-Паулу, находится в западной части города. Общая площадь 31,7 км². Численность населения — 257 772 жителей.
По территории субпрефектуры Пиньейрус протекает река Пиньейрус.
Субпрефектура Пиньейрус состоит из 4 округов:
- Пиньейрус (Pinheiros)
- Алту-ди-Пиньейрус (Alto de Pinheiros)
- Жардим-Паулиста (Jardim Paulista)
- Итайм-Биби (Itaim Bibi)